# Игбонекву, Эммануэл
Келвин Эммануэл Игбонекву (англ. Kelvin Emmanuel Igbonekwu; род. 16 января 2002) — нигерийский футболист, нападающий шведского «Мальмё».

## Клубная карьера
В октябре 2020 года перешёл в австрийский «Хартберг». 21 ноября впервые попал в заявку основной команды на матч австрийской Бундеслиги с ЛАСК, но на поле не вышел. 25 ноября в игре 1/8 финала кубка страны с венской «Аустрией» впервые вышел в футболке «Хартберга», появившись на поле на 76-й минуте вместо Райко Репа. 12 декабря в матче с «Санкт-Пёльтеном» дебютировал в чемпионате Австрии, заменив на последних минутах Саши Хорвата.
В августе присоединился к молодёжной команде шведского «Мальмё», после чего сразу был отдан в аренду в датский «Яммербугт». 28 августа дебютировал за клуб в первом датском дивизионе в игре с «Хельсингёром», появившись на поле в концовке первого тайма. В конце 2021 года несмотря на финансовые трудности датского клуба остался в команде до окончания аренды.

## Клубная статистика
| Выступление      | Выступление      | Выступление      | Лига | Лига | Кубки | Кубки | Конт. кубки | Конт. кубки | Итого | Итого |
| Клуб             | Лига             | Сезон            | Игры | Голы | Игры  | Голы  | Игры        | Голы        | Игры  | Голы  |
| ---------------- | ---------------- | ---------------- | ---- | ---- | ----- | ----- | ----------- | ----------- | ----- | ----- |
| Хартберг         | Бундеслига       | 2020/2021        | 1    | 0    | 1     | 0     | 0           | 0           | 2     | 0     |
| Хартберг         | Итого            | Итого            | 1    | 0    | 1     | 0     | 0           | 0           | 2     | 0     |
| Яммербугт        | 1-й дивизион     | 2021/2022        | 21   | 0    | 1     | 0     | 0           | 0           | 22    | 0     |
| Яммербугт        | Итого            | Итого            | 21   | 0    | 1     | 0     | 0           | 0           | 22    | 0     |
| Всего за карьеру | Всего за карьеру | Всего за карьеру | 22   | 0    | 2     | 0     | 0           | 0           | 24    | 0     |